# Altostrato
L'Altostrato (in latino altostratus, abbreviazione As) è una nube media, posta ad un'altitudine di circa 2000-6000 m d'altezza, di colore grigiastro, talvolta tendente all'azzurrognolo, mai bianco.

## Caratteristiche
Si tratta di una nube spessa centinaia o migliaia di metri e di grande estensione orizzontale (decine o centinaia di chilometri); spesso può coprire uniformemente la volta celeste (tra 6 e 8/8). Può causare deboli idrometeore o, qualora le condizioni atmosferiche lo permettano, svilupparsi in nembostrato (Ns altostratomutatus) dando origine a piogge o nevicate intense. Occasionalmente l'altostrato è messaggero di temporali in avvicinamento.
Esso si forma quando una massa di aria calda ai livelli medi dell'atmosfera si scontra con una massa di aria fredda; molto spesso è un precursore di un fronte caldo in avvicinamento, ed indica che la parte centrale della perturbazione è molto vicina.

## Specie
Gli altostrati, come i nembostrati, non sono suddivisi in specie poiché possiedono caratteristiche uniformi.

## Varietà
Gli altostrati possono essere distinti nelle seguenti varietà:
- Altostratus duplicatus (As du);
- Altostratus radiatus (As ra);
- Altostratus opacus (As op);
- Altostratus translucidus (As tr);
- Altostratus undulatus (As un);

Le varietà opacus e translucidus sono mutualmente esclusive.

## Galleria d'immagini

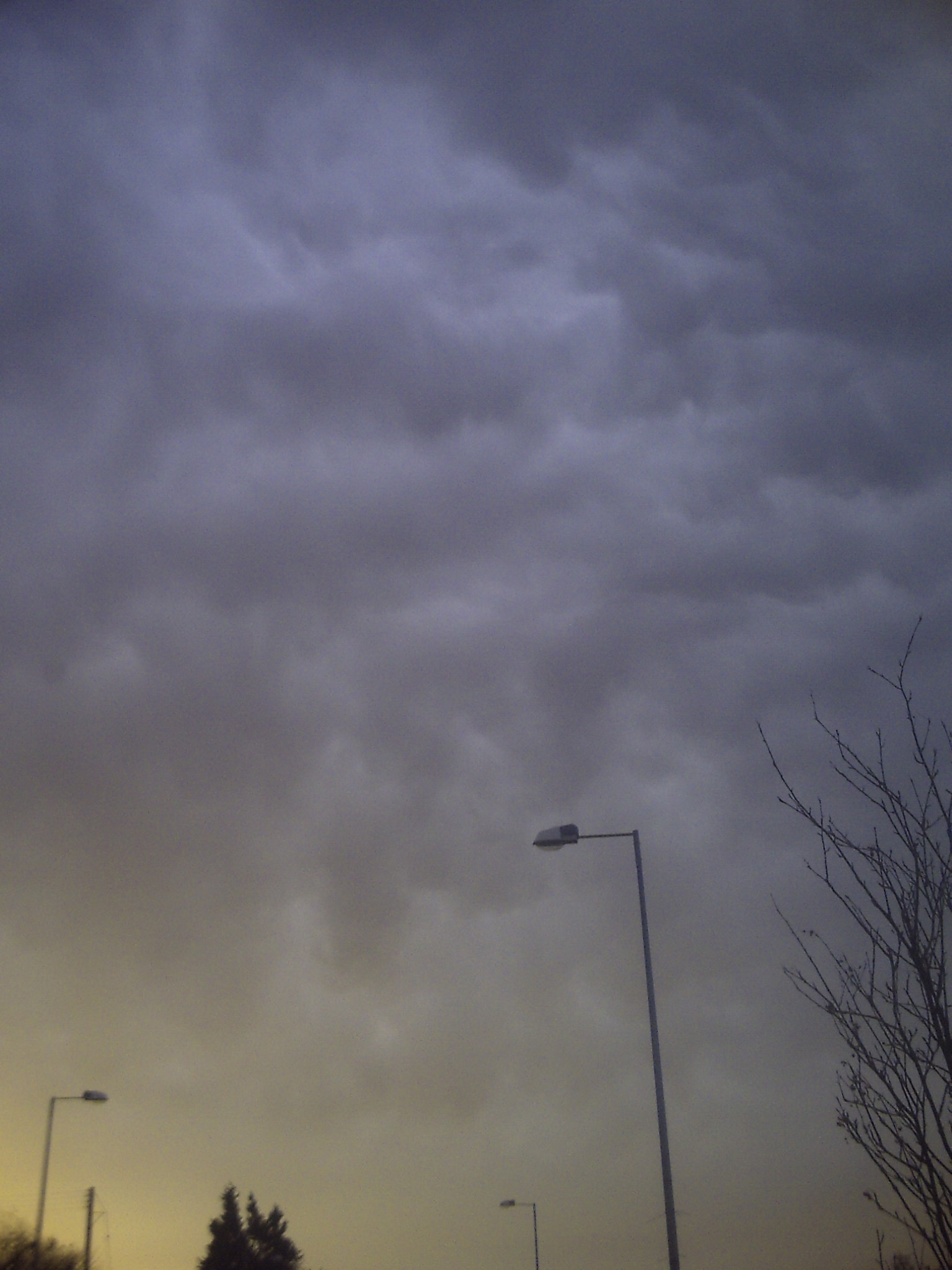
Altostratus undulatus al levar del sole
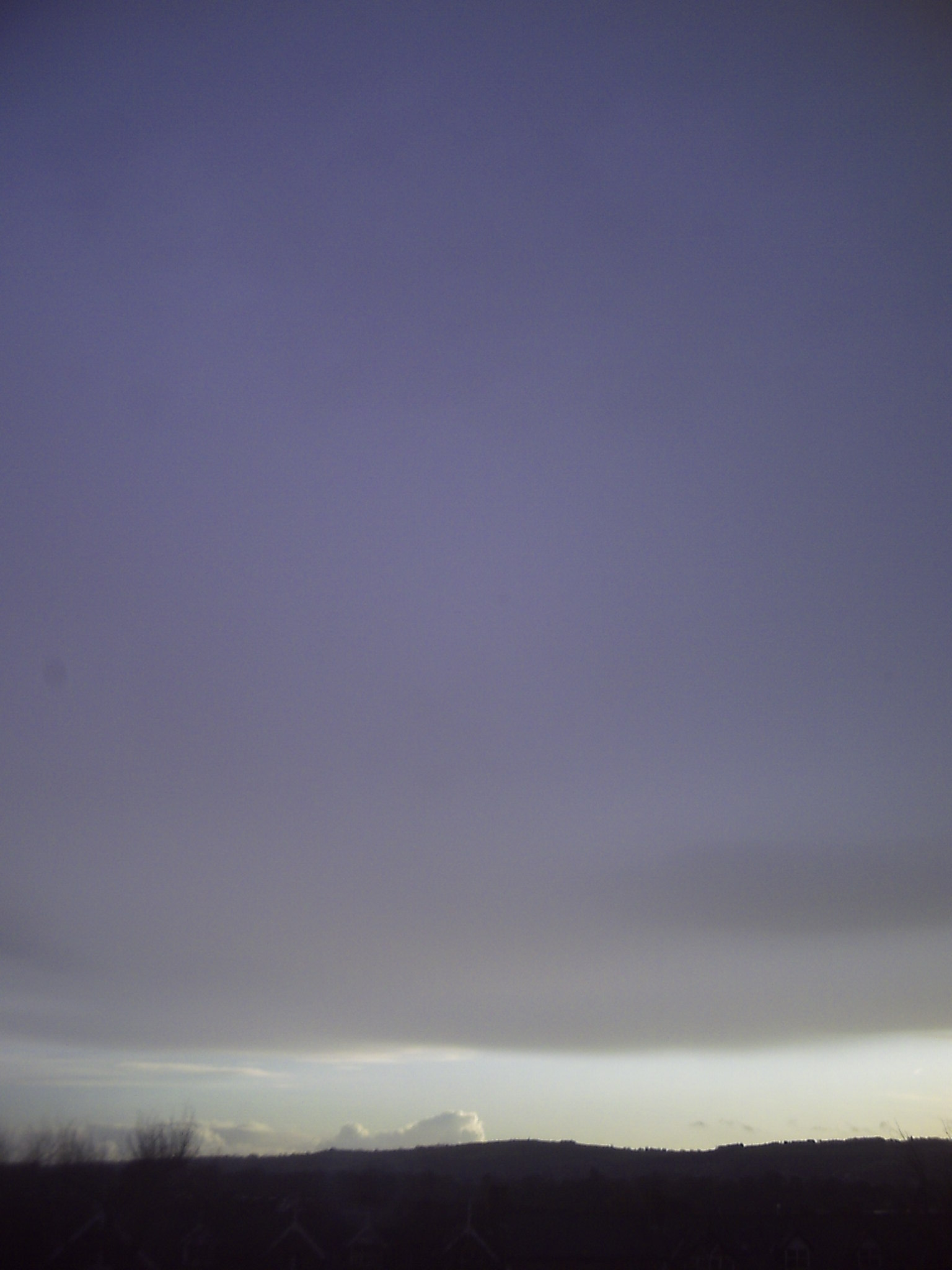
Altostratus opacus al margine di un fronte caldo
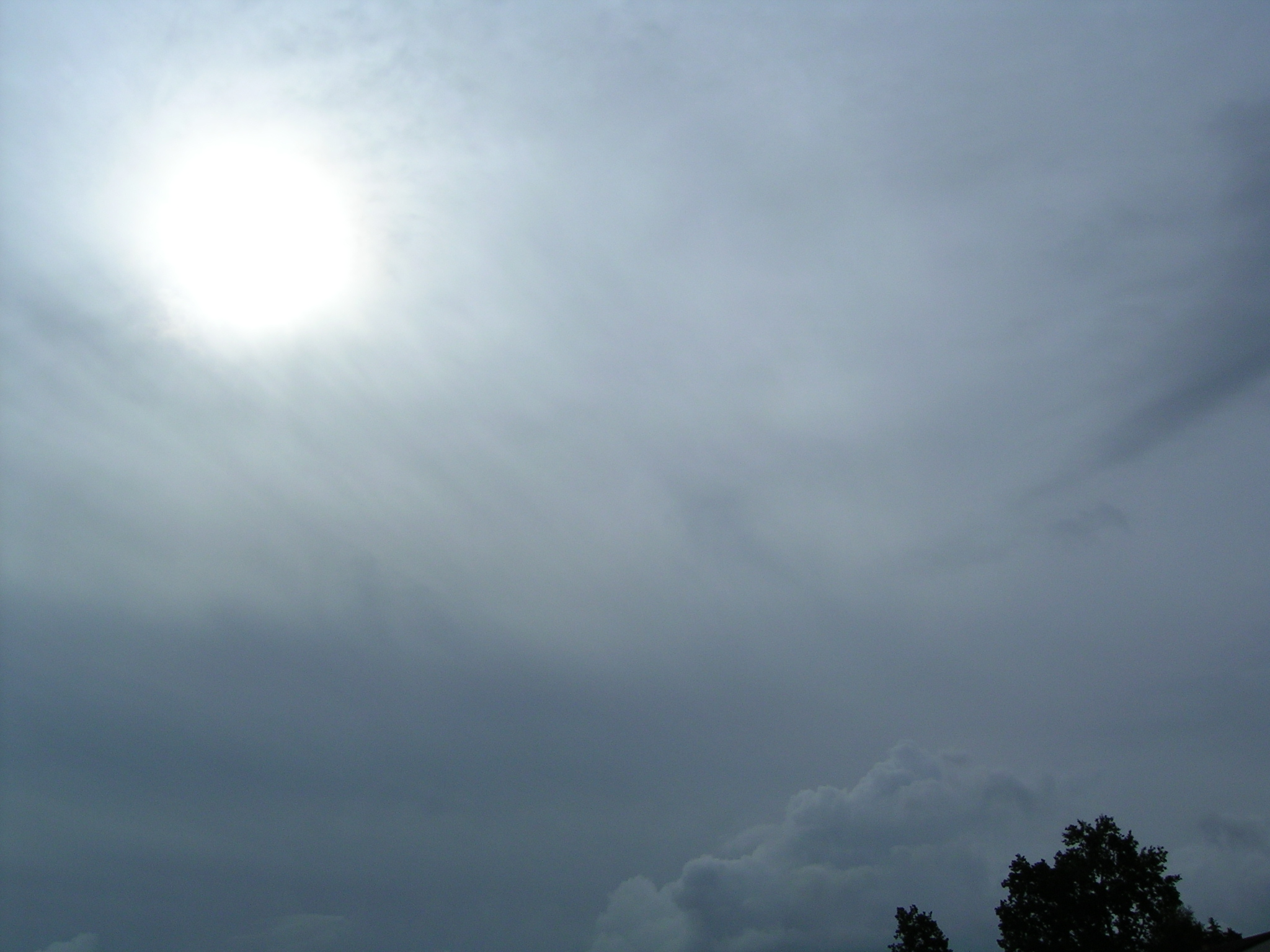
Altostratus translucidus con sottostante cumulus humilis
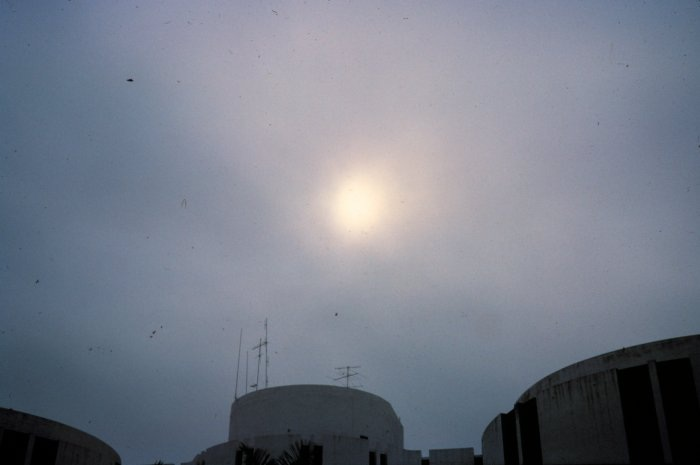
Altostratus translucidus